# Ô Monts indépendants
Ô Monts indépendants (allemand : « Rufst du, mein Vaterland » ; italien : « Ci chiami o patria » ; romanche : « Clomas d’e, tger paeis ») est l’ancien hymne national Suisse.

## Histoire
Son texte a été écrit en allemand en 1811 par le professeur de philosophie bernois Johann Rudolf Wyss. La versification en français fut composée par le pasteur genevois Henri Roehrich (1837-1913) en 1857.

### Ancien hymne national suisse
Le fait que l'hymne suisse Ô Monts indépendants ait la même mélodie que l'hymne britannique, God Save the King, créa des situations embarrassantes lorsque les hymnes nationaux britannique et suisse étaient joués dans les mêmes occasions. C'est alors qu'il fut décidé, dès 1961, d'utiliser le Cantique suisse, chant purement helvétique composé en 1841 par Alberich Zwyssig, lors des manifestations internationales. Depuis cette date, il est fréquemment chanté lors d'événements patriotiques où les chœurs d'hommes de tout le pays l'ajoutent à leur répertoire avec des traductions en Suisse romande et au Tessin. Cependant, le Conseil fédéral refusa plusieurs fois de l'adopter comme hymne officiel, voulant laisser le peuple décider quel chant il désirait car le chant patriotique Ô Monts indépendants était déjà utilisé pour les cérémonies politiques ou militaires.
Après une période d'essai de quatre ans décidée le 12 septembre 1961 par le Conseil fédéral,, avec un statut provisoire prolongé en 1965, le Cantique suisse obtient le rang d'hymne national pour une durée illimitée.
Le statut provisoire n'est supprimé que dix ans plus tard sans toutefois exclure la possibilité d'un changement ultérieur. Un concours a lieu en 1979 afin de chercher un successeur au cantique suisse. En dépit des nombreuses propositions, aucune des compositions en question ne rallie autant de voix que le chant de Zwyssig. Le Cantique suisse obtint finalement son statut définitif le 1er avril 1981, le Conseil fédéral constatant qu'il s'agissait là d'un chant purement suisse, digne et solennel.

## Paroles
| 1re strophe Ô monts indépendants, Répétez nos accents, Nos libres chants. A toi patrie, Suisse chérie, Le sang, la vie De tes enfants. 2e strophe Nous voulons nous unir, Nous voulons tous mourir Pour te servir. Ô notre mère! De nous sois fière, Sous ta bannière Tous vont partir. 3e strophe Gardons avec fierté L’arbre au Grütli planté La liberté! Que d’âge en âge, Malgré l’orage, Cet héritage Soit toujours respecté. 4e strophe Dieu soutint nos aïeux, Il nous rendra comme eux, Victorieux! Vers lui s'élance Notre espérance, La délivrance Viendra des cieux. | 1e strophe Rufst du, mein Vaterland Sieh uns mit Herz und Hand, All dir geweiht Heil dir, Helvetia! Hast noch der Söhne ja, Wie sie Sankt Jakob sah, Freudvoll zum Streit! 2e strophe Da, wo der Alpenkreis Nicht dich zu schützen weiss Wall dir von Gott, Stehn wir den Felsen gleich, Nie vor Gefahren bleich, Froh noch im Todesstreich, Schmerz uns ein Spott. 3e strophe Vaterland, ewig frei, Sei unser Feldgeschrei, Sieg oder Tod! Frei lebt, wer sterben kann, Frei, wer die Heldenbahn Steigt als ein Tell hinan. Mit uns ist Gott! 4e strophe Doch, wo der Friede lacht Nach der empörten Schlacht Drangvollem Spiel, O da viel schöner, traun, Fern von der Waffen Grau’n, Heimat, dein Glück zu bau’n Winkt uns das Ziel! 5e strophe Und wie Lawinenlast Vorstürzt mit Blitzeshast Grab allumher. Werf in den Alpenpfad, Wenn der Zerstörer naht, Rings sich Kartätschensaat Todtragend schwer. | 1re strophe Ci chiami, o Patria, Uniti impavidi Snudiam l’acciar! Salute Elvezia! Tuoi prodi figli, Morat, San Giacomo, Non obliar! 2e strophe Laddove è debole Dell’Alpi l’egida Che il ciel ci di è, Ti farem argine Dei petti indomiti: E’ dolce, Elvezia Morir per te! 3e strophe Ma quando l’angelo Di pace assidesi Sui nostri allor, Soletta Elvezia, L’arti e l’industrie, Oh! quanto apprestano Nuovo splendor! | 1re strophe E clomas, tger paeis, iglis ties unfants baleis an grevs cumbats. Nous suandagn gugent igl ties appel gugent cugl Spiert e cor valent digls antenats. 2e strophe Ma noua tg’igl rampar n’at pò betg ple tgirar, è igl Signour. Sot sia protecziun, davaint’igl pour liun, stat aint cun persvasiun per noss’onour. 3e strophe O tger paeis an flour, a tè nous dagn santour an pietad. Tè lainsa onorar igl ties cunfegn salvar, defender segl rampar la libertad. |